# غوستاف روزه
غوستاف روزه (بالألمانية: Gustav Rose )‏ (و. 1798 – 1873 م) هو أستاذ جامعي، من ألمانيا، ولد في برلين، كان عضوًا في الجمعية الملكية، والأكاديمية الروسية للعلوم، والأكاديمية البروسية للعلوم، والأكاديمية الهنغارية للعلوم، والأكاديمية الألمانية للعلوم ليوبولدينا، توفي في برلين، عن عمر يناهز 75 عاماً.

## التعليم
تعلم في جامعة هومبولت في برلين.

## مناصب وهيئات
أدار جامعة هومبولت في برلين.

## جوائز
حصل على جوائز منها:
- وسام الاستحقاق للفنون والعلوم
- وسام الاستحقاق (بروسيا).

## روابط خارجية
- غوستاف روزه على موقع الموسوعة البريطانية (الإنجليزية)